# Колесницы богов

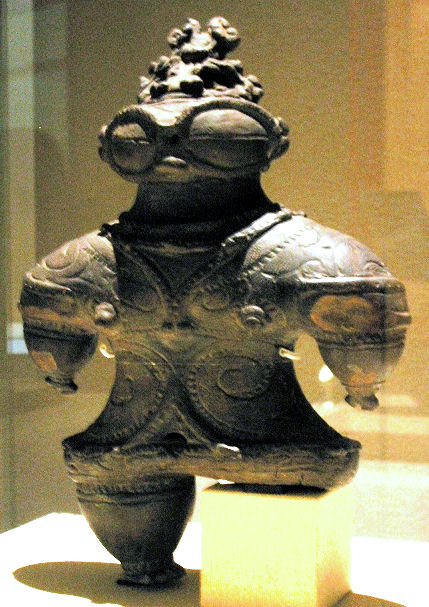
Древнеяпонская статуэтка, по мнению фон Дэникена, изображающая инопланетянина

«Колесницы богов: Неразгаданные тайны прошлого» (нем. Erinnerungen an die Zukunft: Ungelöste Rätsel der Vergangenheit) — книга швейцарского журналиста Эриха фон Дэникена, содержащая одну из самых известных вариаций гипотезы палеоконтакта. После публикации в 1968 г. стала мировым бестселлером. В 1970 г. по мотивам книги был снят документальный фильм «Воспоминания о будущем».

## Содержание
Дэникен утверждает, что древнейшие цивилизации Земли получили свои технологии и религию от пришельцев с других планет, которых они принимали за богов. Только «участием со стороны», по мнению автора, можно объяснить появление на Земле таких грандиозных памятников, как египетские пирамиды, моаи с острова Пасхи, железная колонна и Стоунхендж. Вимана была объявлена Дэникеном летающей тарелкой, линии Наска — посадочной полосой для космических кораблей, карта Пири Рейса — составленной при взгляде на Землю из космоса и т. д.
В «Колесницах богов» палеоконтактом объясняются и многие страницы Ветхого Завета: получение Моисеем скрижалей завета, гибель жены Лота (якобы посмевшей взглянуть на ядерный взрыв) и т. п.

### Перечень необъяснимых наукой фактов
Культурно-исторические факты нашей цивилизации, которые автор считает «необъяснимыми наукой» на момент выхода книги «Колесницы богов» в 1968 году. Перечень по главам книги.
- Глава 3:
  - карты и атласы[1] Пири-реиса;
  - линии-геоглифы на возвышенных равнинах Наска и Пальпа вокруг древнего города Наска (Перу);
  - Андский канделябр, или Канделябр Паракаса (Перу);
  - календарь Тиуанако, столицы доколумбова государства Пукина (нынешняя Боливия);
  - цитадель и храмовый комплекс Саксайуаман (город Куско, Перу);
  - электрическая Багдадская батарея, выставленная в Национальном музее Ирака;
  - нержавеющая железная колонна в Дели;
  - 6-метровая фреска, одна из открытых в Тассилин-Адджере (Тассили) французом Анри Лотом (пустыня Сахара; Алжир);
  - «Белая дама» близ Брандберга (Намибия).

- Глава 4:
  - «Эпос о Гильгамеше» (III—II тысячелетия до н. э.) перекликается с текстом Библии (VIII век до н. э. — II век).

- Глава 6:
  - история Арджуны, героя индийской «Махабхараты», напоминает историю усыновления еврея Моисея и путешествий шумера Гильгамеша.

- Глава 7:
  - гигантские каменные блоки храма античного города Баальбека, римского Гелиополиса (ныне Ливан);
  - астрономические свойства пирамиды Хеопса, о которых повествует книга английского учёного Чарлза Пьяцци Смита «Our inheritance in the Great Pyramid» (1864);
  - открытый археологом С. И. Руденко пятый пазырыкский курган с замороженными мумиями и изображениями крылатых персонажей, как во дворцах Ниневии;
  - таинственный знак на саркофаге (прим. XII век до н. э.) из мёртвого тангутского города Хара-Хото, открытого исследователем П. К. Козловым.

- Глава 8:
  - остров Пасхи именовали «пупом земли»;
  - инки в 3000 году до нашей эры выращивали хлопок, хотя не были знакомы с ткацким искусством;
  - майя, знавшие колесо, но не пользовавшиеся колёсным транспортом, тем не менее прокладывали мощёные дороги;
  - ожерелья из зелёного китайского нефрита были найдены в пирамиде Тикаля (Гватемала);
  - многотонные скульптурные головы культуры ольмеков.

- Глава 9:
  - основание пирамиды Чолулы, в ста километрах от столицы Мексики, превышает по размерам основание пирамиды Хеопса;
  - храмовые сооружения в Чичен-Ице и Паленке (Мексика), Тикале (Гватемала) и Копане (Гондурас) строились каждые 52 года, как того требовал календарь майя, учитывавший движения Солнца, Луны и Венеры;
  - жрецам народа майя были известны планеты Уран и Нептун;
  - колодец жертв в древнем Чичен-Ице и аналогичный возле обсерватории — симметричны, находясь в 900 метрах от пирамиды Кукулькана;
  - сложнейший Антикитерский механизм; хранится в афинском археологическом музее;
  - пирамида озера Куньмин (Kunming) в Китае.

- Глава 10:
  - Кинросское происшествие (англ. Kinross Incident): исчезновение 23 ноября 1953 года американского лётчика, лейтенанта Феликса Юджина Монкла[2] (Felix Moncla) в ходе выполнения приказа по преследованию неопознанного летающего объекта над озером Верхнее на границе Канады и США;
  - Тунгусский метеорит, взорвавшийся 30 июня 1908 года в сибирской тайге;
  - в «Путешествиях Гулливера» (1727) Джонатан Свифт не только описывает две луны Марса, но приводит точные данные их размеров и орбит обращения вокруг Марса, хотя спутники Марса — Фобос и Деймос — были открыты американским астрономом Асафом Холлом в 1877 году, то есть 150 лет позже издания Гулливера.

- Глава 11:
  - Эдгар Кейси (1877—1945) не имел медицинского образования, тем не менее Американская медицинская ассоциация разрешила ему проводить медицинские консультации в силу феноменальности его телепатических способностей в состоянии транса. Вещая и выдавая советы по лечению, он говорил не «я», а «мы».

## Публикации
- Erich von Däniken. Erinnerungen an die Zukunft. Ungelöste Rätsel der Vergangenheit. Bearbeitung: Wilhelm Roggersdorf. Econ Verlag, Düsseldorf/Wien (Februar) 1968.
- Дэникен Э. фон. Воспоминания о будущем //СПб.: Русское географическое общество. – 1992. – Т. 128.

## Критика
Учение фон Дэникена считается типичным примером псевдонауки. Сформулированные в книге идеи не оригинальны, автора книги неоднократно обвиняли в плагиате построений других уфологов. В 1991 году Эрих фон Дэникен получил за «Колесницы богов» Шнобелевскую премию по литературе за «объяснение» того, как внеземные цивилизации «влияли на древний мир».